# Murlapur, Koppal
Murlapur là một làng thuộc tehsil Koppal, huyện Koppal, bang Karnataka, Ấn Độ.